# Otis G. Pike

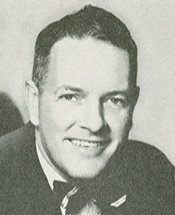
Otis Grey Pike

Otis Grey Pike (* 31. August 1921 in Riverhead, New York; † 20. Januar 2014 in Vero Beach, Florida) war ein US-amerikanischer Jurist und Politiker. Zwischen 1961 und 1979 vertrat er den Bundesstaat New York im US-Repräsentantenhaus.

## Werdegang
Otis Grey Pike wurde ungefähr drei Jahre nach dem Ende des Ersten Weltkrieges in Riverhead geboren und wuchs dort auf. Er besuchte öffentliche Schulen. Danach begann er mit einem Studium an der Princeton University, unterbrach es allerdings später, als die Vereinigten Staaten in den Zweiten Weltkrieg eintraten. Er verpflichtete sich im Marine Corps, wo er zwischen 1942 und 1946 als Pilot eines Sturzkampfflugzeugs in Pazifik diente. Während dieser Zeit wurden ihm fünf Air Medals verliehen. Nach dem Krieg nahm er 1946 sein Studium in Princeton wieder auf und graduierte dort im selben Jahr mit einem Bachelor of Arts. Zwei Jahre später folgte ein Bachelor of Laws an der Columbia Law School. Nach dem Erhalt seiner Zulassung als Anwalt begann er in Riverhead zu praktizieren. Zwischen 1954 und 1960 war er dort als Friedensrichter tätig und saß im Riverhead Town Board.
Politisch gehörte er der Demokratischen Partei an. Er bewarb sich im Jahr 1958 erfolglos um einen Kongresssitz im US-Repräsentantenhaus in Washington, D.C. Erst bei den folgenden Kongresswahlen des Jahres 1960 wurde er im ersten Wahlbezirk von New York in das US-Repräsentantenhaus gewählt, wo er am 4. Januar 1961 die Nachfolge von Stuyvesant Wainwright antrat. Er wurde acht Mal in Folge wiedergewählt. Da er im Jahr 1978 auf eine zehnte Kandidatur verzichtete, schied er nach dem 3. Januar 1979 aus dem Kongress aus.
Während seiner Zeit als Kongressabgeordneter hatte er von Juli 1975 bis Januar 1976 den Vorsitz über das Pike Committee, offizielle Bezeichnung: Select Committee on Intelligence (Vorgänger des 1977 gegründeten United States House Permanent Select Committee on Intelligence), inne. Dort untersuchte er unter anderem die Aktivitäten vom Geheimdienst CIA und dem FBI. Unter anderem wurde die großflächige Telefonüberwachung der NSA in den im In- und Ausland ermittelt. Pike kam durch seine Untersuchungen zu dem Schluss, dass die Geheimdienste über ein weit größeres Budget verfügen als offiziell ausgewiesen und dass die CIA ein Drittel ihrer Gelder für Bestechungen und Finanzierung politischer Gruppen ausgibt. Pike beurteilte Budgetverwendung und Sinn der Geheimdienstaktionen (in Bezug darauf, ob diese tatsächliche die Sicherheit für die USA erhöhen) kritisch und schlug finanzielle Kürzungen für die Geheimdienste vor. Der Sonderbotschafter Mitchell Rogovin vom CIA-Chef George H. W. Bush drohte Pikes Büro, dass alle politischen Ambitionen die Pike in New York habe er ab nun vergessen könne, „We will destroy him for this“. Der abschließende Bericht des Committee wurde auf Beschluss des Kongresses nie veröffentlicht, Teile des Berichtes wurden jedoch vom Magazin The Village Voice enthüllt.
Danach war er zwischen 1979 und 1999 als Syndicated Columnist für die Newhouse Newspapers tätig. Pike war auch Leiter (president) des South Oaks Hospital in Amityville. Er lebte zuletzt in Vero Beach (Florida).